# Chris Barnes (Musiker)

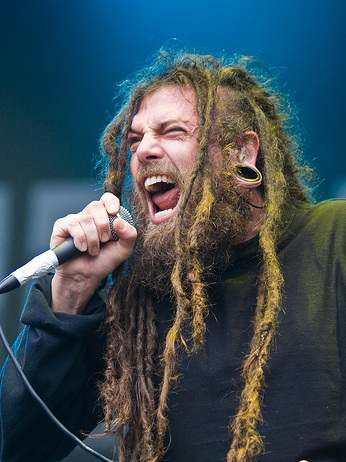
Chris Barnes 2009

Chris Barnes (* 29. Dezember 1966) ist ein amerikanischer Death-Metal-Sänger. Er war zwischen 1988 und 1995 Frontmann der Death-Metal-Band Cannibal Corpse und singt seitdem bei Six Feet Under. Zudem war er von 2005 bis 2008 bei der finnischen Death-Metal-Band Torture Killer als Sänger tätig. Bekannt ist Barnes vor allem für sein markantes tiefes Growling.

## Cannibal Corpse
Gemeinsam mit den Gitarristen Bob Rusay und Jack Owen, dem Bassisten Alex Webster und dem Schlagzeuger Paul Mazurkiewicz gründete Chris Barnes 1988 die Death-Metal-Band Cannibal Corpse in Buffalo, New York. Bereits mit dem ersten Demo 1988 konnten sie das Plattenlabel Metal Blade überzeugen, und 1990 erschien mit „Eaten Back To Life“ das Debütalbum der Band. Chris Barnes verließ Cannibal Corpse 1995 nach fünf Alben und einem heftigen Streit mit den anderen Bandmitgliedern. Er widmete sich nachfolgend seiner zweiten, bereits 1993 gegründeten Band Six Feet Under.

## Six Feet Under

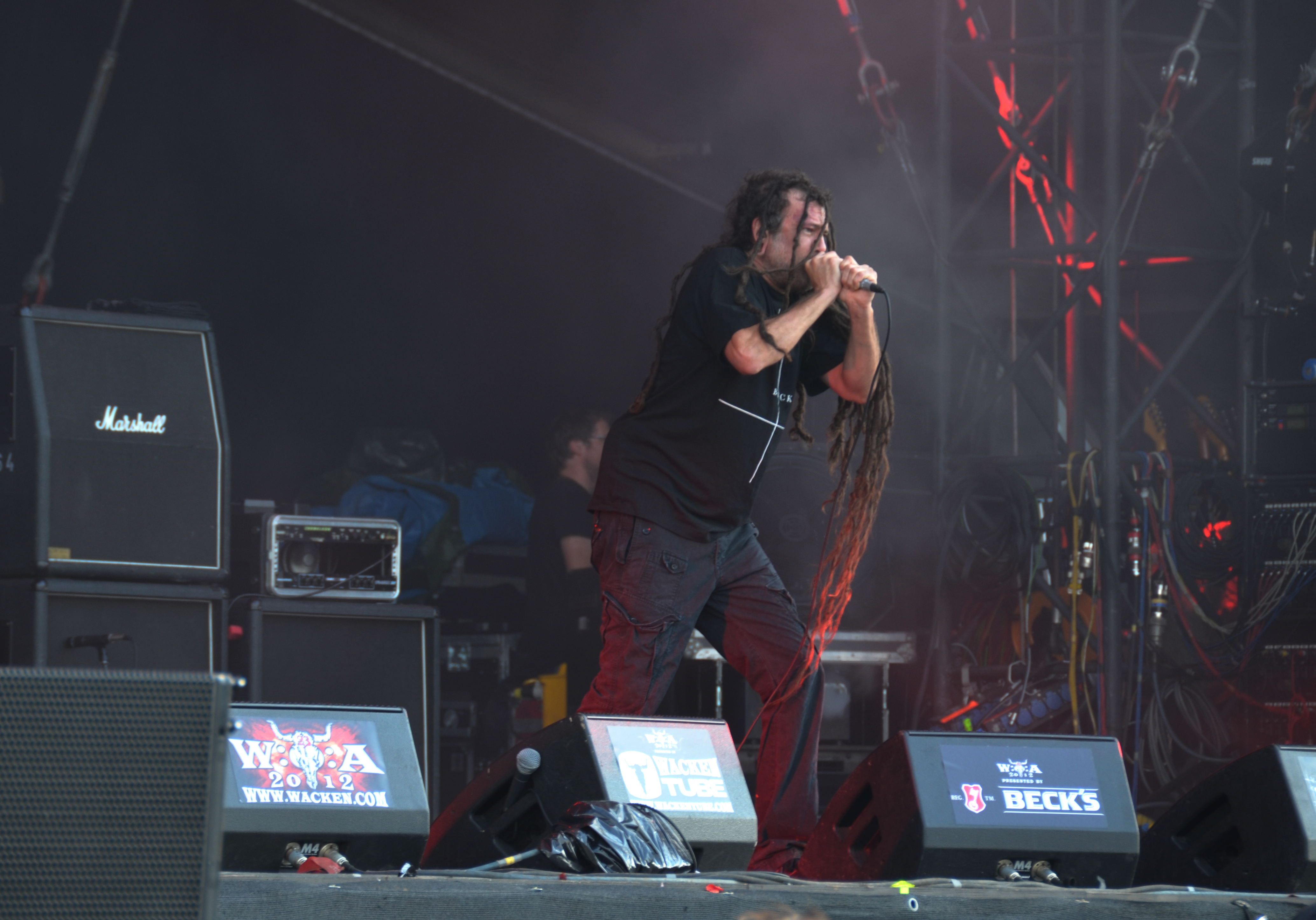
Chris Barnes mit Six Feet Under beim Wacken Open Air 2012

Six Feet Under war ursprünglich ein 1993 gegründetes Nebenprojekt von Chris Barnes und dem Obituary-Gitarristen Allen West, als Barnes noch mit der Band Cannibal Corpse unterwegs war. Ergänzt wurde die Band durch Terry Butler (Bass, Ex-Death, Ex-Massacre) sowie Greg Gall am Schlagzeug. Seit 1995 veröffentlichte das Quartett acht Alben beim Plattenlabel Metal Blade, die in Metalkreisen sehr erfolgreich waren. Für besondere Aufmerksamkeit sorgten die Alben „Graveyard Classics“, „Graveyard Classics 2“ und „Graveyard Classics 3“, die Coverversionen von bekannten Metal- und Rockstücken enthielten. Der bekennende AC/DC-Fan Barnes coverte mit dem Album Graveyard Classics 2 das gesamte Back in Black-Album von AC/DC. Ebenfalls untypisch für das Genre ist der Song „One Bullet Left“, den Chris Barnes gemeinsam mit dem amerikanischen Rapper Ice-T aufnahm und der auf dem Album „True Carnage“ zu finden ist. 2005 erschien das Album „13“, 2007 das Album „Commandment“. Am 19. November 2008 erschien das aktuelle Album „Death Rituals“, welches in einer Special Edition auch Live-Aufnahmen vom Summerbreeze 2008 in Dinkelsbühl enthält. Wie bereits bei Cannibal Corpse stellt Barnes den Frontmann und Sänger dar, außerdem stammen die Songtexte größtenteils aus seiner Feder.

## Torture Killer
Im Herbst 2005 stieß Barnes als festes Mitglied zur finnischen Death-Metal-Band Torture Killer, für die er das Anfang 2006 erschienene zweite Album Swarm! einsang. Der Name der Band beruht auf einem Titel vom Six-Feet-Under-Album Maximum Violence. Im Jahre 2008 verließ Barnes die Band allerdings wieder.

## Diskographie

### Cannibal Corpse
- 1989: Skull full of Maggots
- 1990: Eaten Back to Life
- 1991: Butchered at Birth
- 1992: Tomb of the Mutilated
- 1993: Meat Hook Sodomy
- 1993: Hammer Smashed Face (EP)
- 1994: The Bleeding

### Six Feet Under
siehe Abschnitt „Diskografie“ im Artikel Six Feet Under

### Torture Killer
- 2006: Swarm!

### Filme
- 1994: Ace Ventura – Ein tierischer Detektiv, Kurzrolle als Frontsänger von Cannibal Corpse